# Петр Гутман
Петр Гутман (пол. Piotr Gutman; нар. 30 червня 1941, Біскупіце, Гінденбург) — польський боксер, призер чемпіонату Європи.

## Боксерська кар'єра
1959 року Петр Гутман став чемпіоном Польщі у легшій вазі.
На чемпіонаті Європи 1961 він переміг трьох суперників, а у фіналі програв Сергію Сівко (СРСР).
Після цього Гутман піднявся в категорію до 57 кг і ще двічі ставав чемпіоном Польщі (1963, 1966) та двічі був другим (1962, 1964).
На Олімпійських ігор 1964 переміг Пета Фіцсіммонса (Ірландія) — 5-0 та Масатаку Такаяму (Японія) — RSC, а у чвертьфіналі програв Ентоні Вільянуева (Філіппіни) — RSC.